# Gaußstein (Deister)

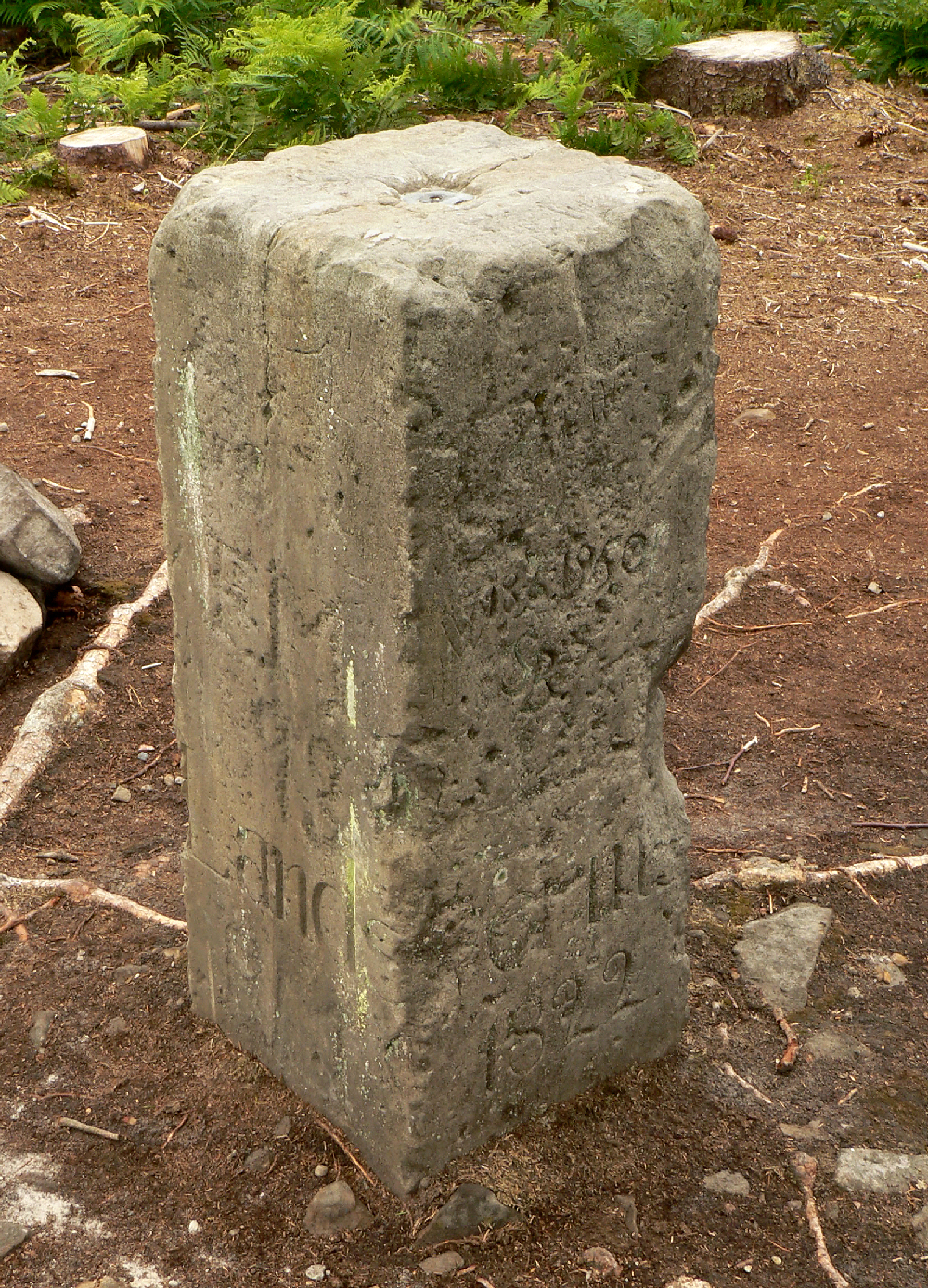
Heutiger Vermessungsstein vom Falkenberg mit der Aufschrift „Landvermess“ und „1822“

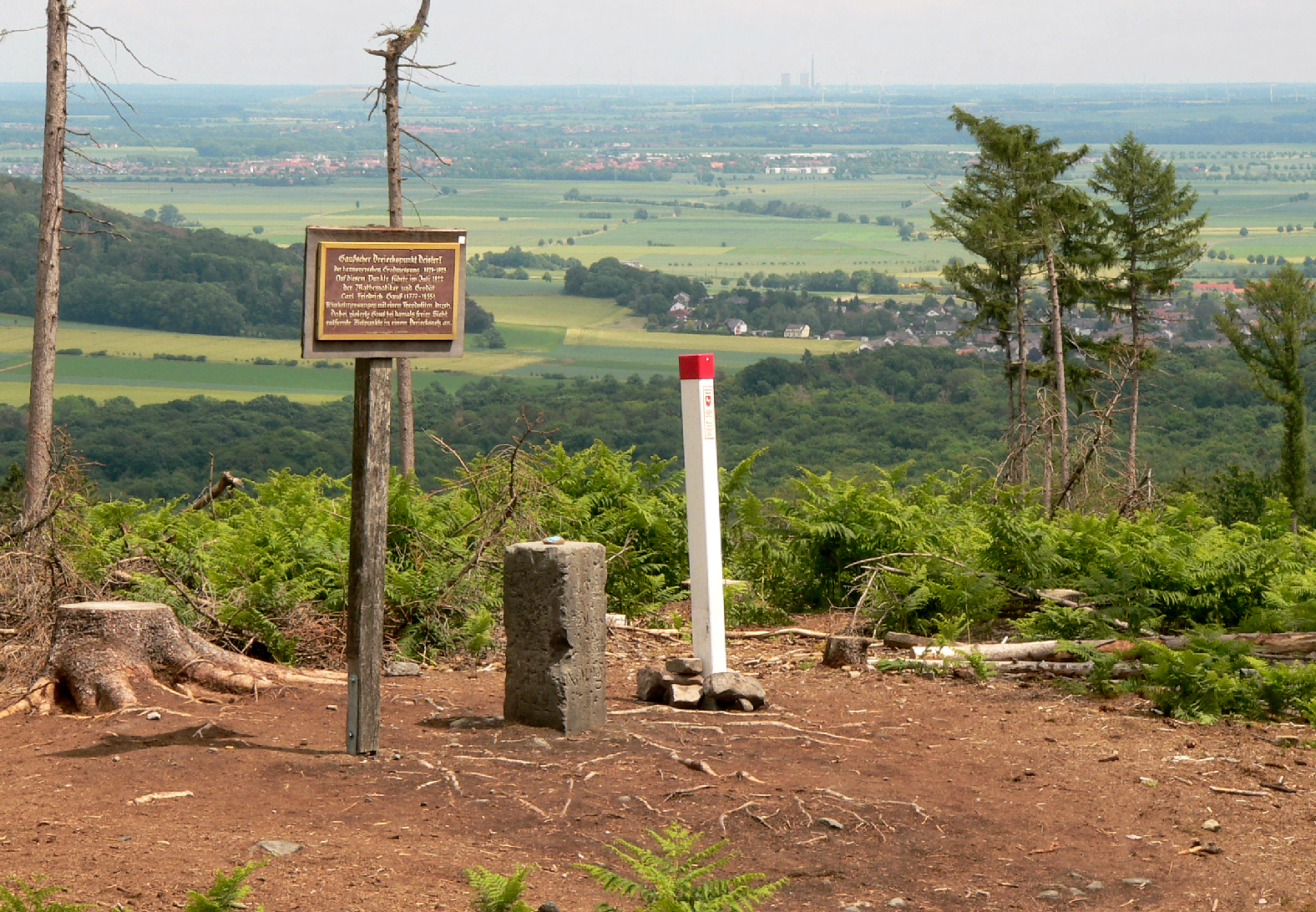
Die Kuppe des Kalenberges mit einer Informationstafel, einem historischen Vermessungsstein und einem heutigen Vermessungspunkt, am Horizont das etwa 35 km entfernte Kraftwerk Mehrum

Als Gaußstein auf dem Deister wird ein früherer Gaußstein bei Bredenbeck in Niedersachsen bezeichnet. Der Stein wurde an der Stelle errichtet, die der Mathematiker und Geodät Carl Friedrich Gauß 1822 zur Vermessung des Königreichs Hannover nutzte. Er stand auf dem 310 m über NHN hohen Kalenberg und wurde noch während der Vermessungsarbeiten in den 1820er Jahren zerstört.

## Beschreibung
Für seine Vermessungen errichtete Gauß auf dem Kalenberg einen hölzernen Turm. Später wurde dieser Vermessungspunkt Deister I genannt. Es ist überliefert, dass Gauß während der Vermessungen zwei Wochen im Gasthaus Steinkrug in Steinkrug logierte. Weitere Messungen auf dem Deister fanden 1833 durch Joseph Gauß, dem Sohn von Carl Friedrich Gauß, statt. Sie erfolgten vom Bröhn als der höchsten Stelle im Deister. Dort wurde der Triangulationspunkt Deister II als Holzturm errichtet, aus dem sich der Annaturm als Waldgaststätte entwickelte.
Wie der Gaußstein auf dem Kalenberg wurden damals viele Gaußsteine trotz ihrer soliden Bauweise beseitigt, weil Landbesitzer und Bauern hinter den Vermessungsarbeiten Maßnahmen zur Veränderung des Steuerwesens vermuteten. Heute befindet sich am früheren Standort des Gaußsteins ein 1998 translozierter historischer Vermessungsstein. Er stammt vom Falkenberg in der Südheide, von dem Gauß auch Messungen durchführte.